# Багеровский поселковый совет
Багеровский поселковый совет (укр. Багерівська селищна рада, крымскотат. Bagerovo qasaba şurası) — административно-территориальная единица в Ленинском районе АР Крым Украины (фактически до 2014 года); ранее до 1991 года — в составе Крымской области УССР в СССР, до 1954 года — в составе Крымской области РСФСР в СССР, до 1945 года — в составе Крымской АССР РСФСР в СССР, на Керченском полуострове. Население по переписи 2001 года — 4766 человек. К 2014 году в состав поссовета входил 1 пгт и 1 села:
- Багерово
- Ивановка

## История
Багеровский сельсовет, судя по доступным историческим документам, был образован в 1930-х годах, поскольку на 1940 год он уже существовал. В 1941 году Багерово получило статус посёлка городского типа в связи с чем в был создан поселковый совет. С 25 июня 1946 года совет в составе Крымской области РСФСР, а 26 апреля 1954 года Крымская область была передана из состава РСФСР в состав УССР. На 15 июня 1960 года в составе поссовета числились следующие населённые пункты:

| - Андреевка - Багерово - Вишнёвое - Восход | - Ново-Украинка - Октябрьское - Первомайск - Полевое |

К 1968 году Вишнёвое, Новоукраинку и Первомайское включили в состав Багерово, тот же состав сохранялся до 1 января 1977 года, к 1 июня того же года создан Октябрьский сельсовет, куда отошли также Восход и Полевое, а в состав Багеровского передали Ивановку Михайловку. В 1984 году упразднена Андреевка. 22 сентября 2006 года Михайловка исключена из учётных данных. С 12 февраля 1991 года сельсовет в восстановленной Крымской АССР, 26 февраля 1992 года переименованной в Автономную Республику Крым. С 21 марта 2014 года в составе Крыма аннексирован Россией. Законом «Об установлении границ муниципальных образований и статусе муниципальных образований в Республике Крым» от 4 июня 2014 года территория административной единицы была объявлена муниципальным образованием со статусом сельского поселения.